# Matterhorn Gotthard Bahn
Matterhorn Gotthard Bahn är ett järnvägsbolag med en 144 kilometer lång smalspårig järnvägslinje mellan Disentis i kantonen Graubünden och Zermatt i kantonen Valais i Schweiz som passerar 29 tunnlar och 60 broar. Bolaget bildades 2003 genom en sammanslagning av Brig-Visp-Zermatt Bahn och Furka Oberalp Bahn.
Järnvägen går över Oberalppasset via  Andermatt i kantonen Uri där en sidolinje till Göschenen ansluter och vidare över Realp innan den fortsätter genom den 15,4 kilometer långa bastunneln under Furkapasset via Oberwald, Brig och Visp till Zermatt och Matterhorn. Den gamla tunneln på 2 162 meters höjd under Furkapasset ingår i Dampfbahn Furka-Bergstrecke.
I Disentis kan man byta till Glaciärexpressen, som drivs i samarbete med Rhätische Bahn, till Sankt Moritz, Davos och Chur.
På grund av den tidvis kraftiga lutningen är 13 delsträckor, motsvarande omkring en femtedel (28,8 kilometer) av järnvägen,  kuggstångsbanor. På delsträckorna är den maximala stigningen mellan 90 ‰ och 179 ‰ och på övriga sträckor 40 ‰.

## Galleri

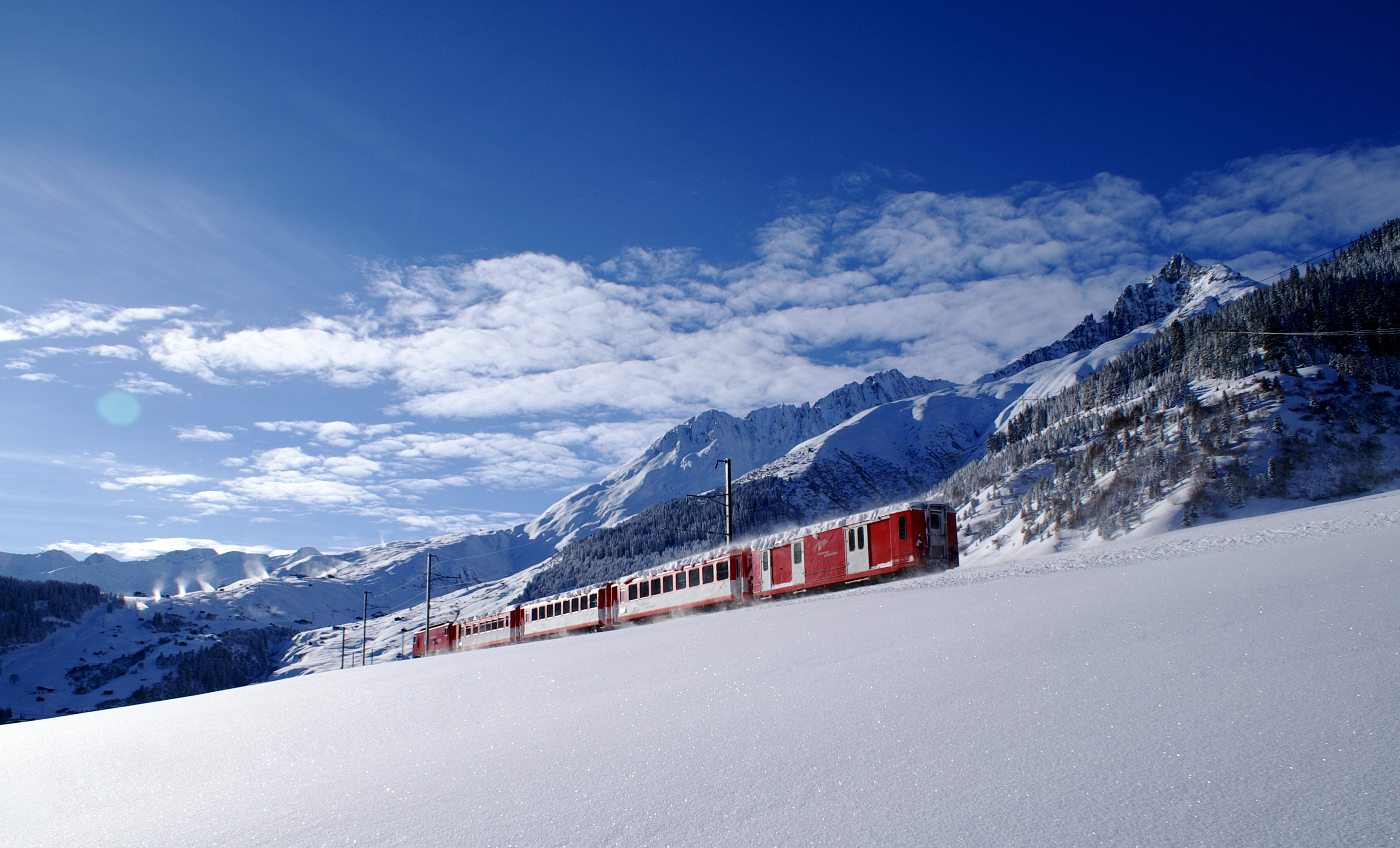
Tåg i nysnö.
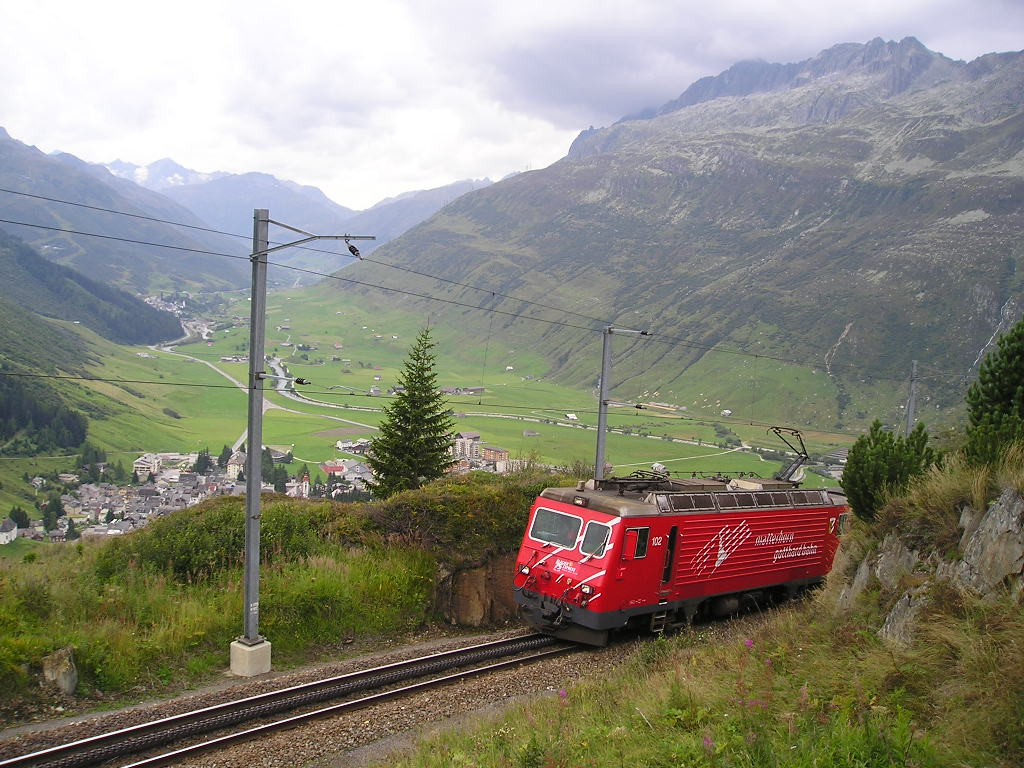
Kuggstångsbana.
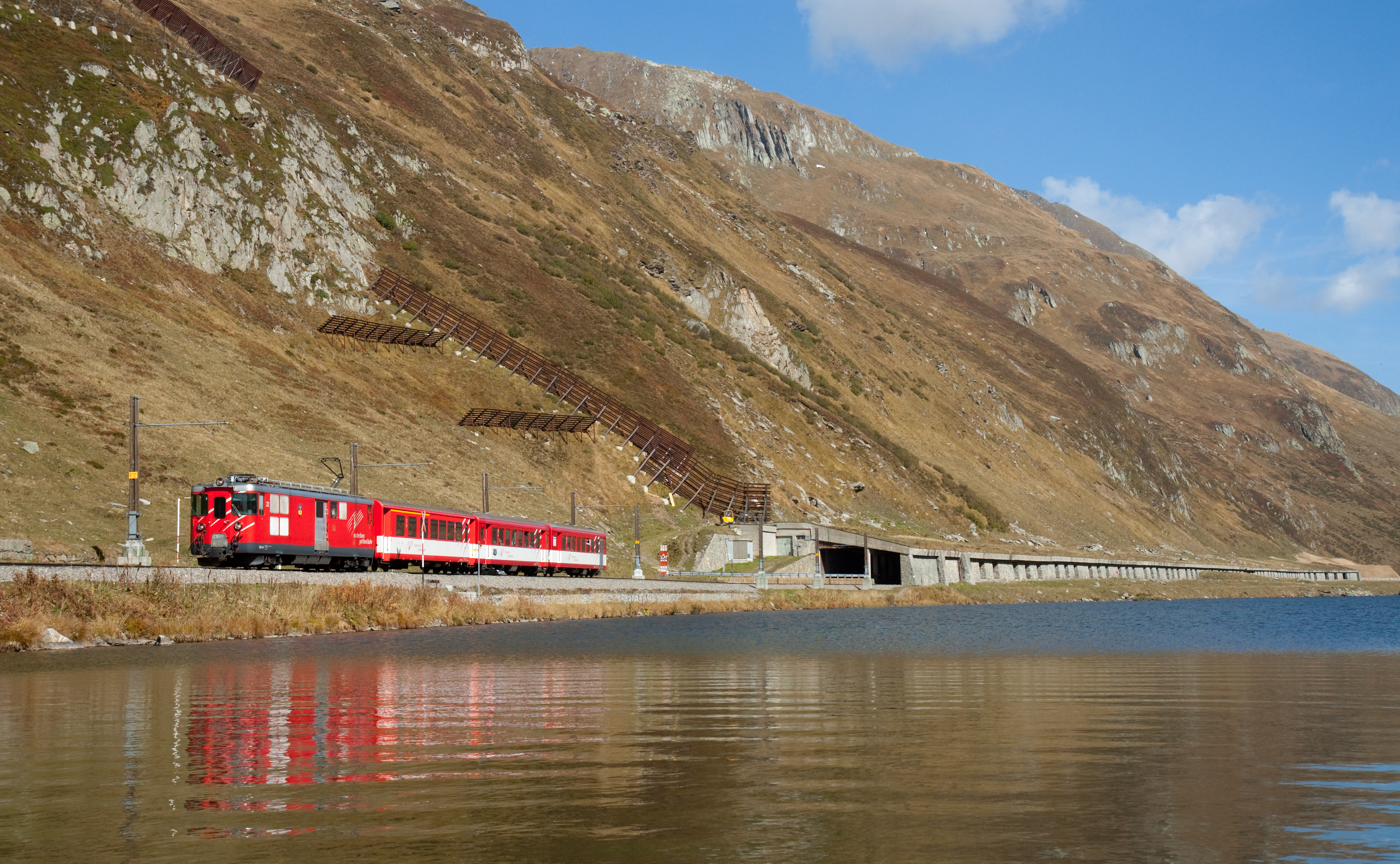
Tåg vid Oberalpsee.